# Cuartel de Colmenar
El cuartel de Colmenar, en el término municipal de Valsequillo de Gran Canaria, isla de Gran Canaria (Canarias, España) está formado por un conjunto de edificaciones rurales tradicionales construido en 1530, y destinado a albergue de tropas de caballería.
El edificio principal es una casona en forma de U. De dos alas paralelas unidas por un muro trasero, que da paso a la huerta. Tiene dos plantas, cubiertas de teja árabe a dos aguas, y corredor corrido sobre pilares sencillos y barandilla de madera, al que se accede por extremos mediante dos escaleras de piedra, dejando un patio interior de 12 x 8 metros, pavimentados con cayados. Delante se han adosado cuatro cuartitos de cubierta a dos aguas que prolongan oblicuamente el eje del ala oriental del edificio principal; entre el tercero y el cuarto se inserta la portada que viene a unirse a otro cuerpo rectangular aledaño, también de dos aguas, colocado transversalmente al eje del ala occidental.